# Vogelinsel Max-Eyth-See
Vogelinsel Max-Eyth-See este o arie protejată (sit de importanță comunitară — SCI, arie de protecție specială avifaunistică — SPA) din Germania întinsă pe o suprafață de 3,01 ha, integral pe uscat.

## Localizare
Centrul sitului Vogelinsel Max-Eyth-See este situat la coordonatele 48°50′10″N 9°12′49″E / 48.8361°N 9.2136°E.

## Înființare
Situl Vogelinsel Max-Eyth-See a fost declarat arie de protecție specială avifaunistică în noiembrie 2007 pentru a proteja 1 specie de animale. Situl a fost protejat și ca sit de importanță comunitară în noiembrie 2007.

## Biodiversitate
Situată în ecoregiunea continentală, aria protejată nu include niciun habitat protejat.
La baza desemnării sitului se află o specie protejată de  păsări: Nycticorax nycticorax nycticorax